# VSB-30

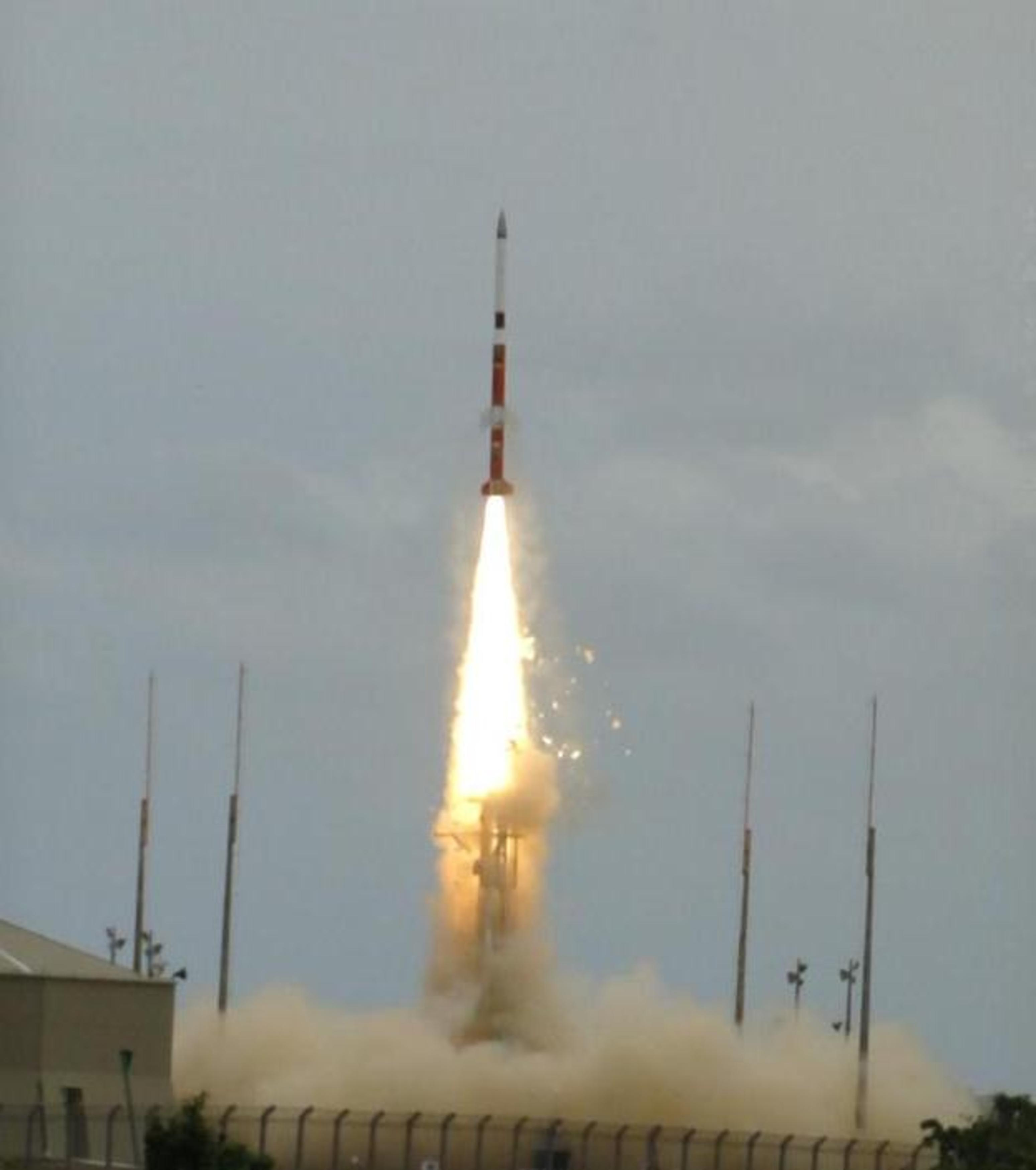
Start einer VSB-30-Rakete in Alcântara

Die VSB-30 ist eine brasilianische Höhenforschungsrakete, die als Nachfolger der Skylark-Rakete bei Experimenten in Esrange zum Einsatz kommt.
Die VSB-30 kann eine Nutzlast von 407 kg in eine Höhe von 260 km befördern. Sie hat ein Startgewicht von 2657 kg und einen Startschub von 102 kN. Ihre Länge beträgt 12,8 m und ihr Durchmesser 58 cm. Sie basiert auf der Sonda-3-Rakete.
Ihr erster Start erfolgte am 23. Oktober 2004 in Alcântara. Der erste Start in Kiruna erfolgte am 1. Dezember 2005.